# Electric Eye
Electric Eye je kompilační DVD od skupiny Judas Priest vydané v roce 2003.
Vyšlo v Evropě 24. listopadu 2003, v USA 9. prosince 2003, v Kanadě 16. prosince a v Japonsku, Austrálii a na Novém Zélandu až v roce 2004. Jeho nejdůležitější součástí je zřejmě koncert, natočený v texaském Dallasu v roce 1986, kdy zde Judas Priest vystoupili v rámci Fuel For Life Tour. Tento materiál vyšel i v audio podobě jako Priest...Live!. Jde o povedené a uvolněné vystoupení se skvělou pódiovou show, kdy se v pozadí scény krčí obrovské surrealistické monstrum, které Halforda při Electric Eye zvedne v pařátu nad pódium.

## Priest…Live!
01. Out In The Cold
02. Locked In
03. Heading Out To The Highway
04. Breaking The Law
05. Love Bites
06. Some Heads Are Gonna Roll
07. Sentinel
08. Private Property
09. Desert Plains
10. Rock You All Around The World
11. Hellion/Electric Eye
12. Turbo Lover
13. Freewheel Burning
14. Green Manalishi (with the two-pronged crown)
15. Parental Guidance
16. Living After Midnight
17. You've Got Another Thing Comin'
18. Hell Bent For Leather
19. Metal Gods

## Videoklipy
Na DVD se dále nachází sekce s propagačním videem. Za povšimnutí stojí klip k Breaking The Law s kulomet-kataramy, praskajícími skly brýlí a pařící ochrankou, heroický Locked In a Turbo Lover, „závodní“ Freewheel Burning nebo censorský a velice podařený A Touch Of Evil, bohužel se zkrácenou nejlepší částí téhle skladby - sólem.
01. Living After Midnight
02. Breaking The Law
03. Don't Go
04. Heading Out To The Highway
05. Hot Rockin'
06. You've Got Another Thing Comin'
07. Freewheel Burning
08. Love Bites
09. Locked In
10. Turbo Lover
11. Johnny B Goode
12. Painkiller
13. A Touch of Evil

## Raritní vystoupení pro BBC
Na závěr je na DVD umístěno sedm raritních vystoupení Judas Priest pro britskou televizi BBC v pořadu Old Grey Whistle Test a hlavně legendární Top Of The Pops. Tyto záznamy umožňují nahlédnout k počátkům skupiny, porovnat jejich ranou „hippie“ image á-la Led Zeppelin s pozdější Leather image metalových bohů.
SKLADBA / POŘAD / DATUM VYSTOUPENÍ
01. „Rocka Rolla“ - Old Grey Whistle Test (Duben 25, 1975)
02. „Dreamer Deceiver“ - Old Grey Whistle Test (Duben 25, 1975)
03. „Freewheel Burning“ - Old Grey Whistle Test (Leden 20, 1984)
04. „Take On The World“ - Top Of The Pops (Leden 25, 1979)
05. „Evening Star“ - Top Of The Pops (Květen 17, 1979)
06. „Living After Midnight“ - Top Of The Pops (Březen 27, 1980)
07. „United“ - Top Of the Pops (Srpen 28, 1980)